# Johannes Fedé
Johannes Fedé, auch Jean Sohier dit Fedé oder Jean Fedé alias Sohier (aktiv zwischen 1439 und 1477) war ein französischer Komponist und Sänger des späten Mittelalters.

## Leben und Wirken
Von Johannes Fedé konnten weder Geburtsdatum und -ort noch das Sterbedatum oder der Sterbeort bisher von der musikhistorischen Forschung ermittelt werden. Er stammte vermutlich aus dem Raum Cambrai und wirkte als Vikar etwa ab 1439/1440 an der Kirche St. Amé in Douai. Anschließend hielt er sich für mehrere Jahre in Italien auf, und zwar war er von November 1443 bis Juli 1445 in Rom als Sänger an der päpstlichen Kapelle unter Papst Eugen IV. (Amtszeit 1431–1447) engagiert; er diente dann von Juli 1445 bis April 1446 in der Hofkapelle von Ferrara unter Herzog Leonello d’Este (Regierungszeit 1441–1450) und kehrte danach in seine engere Heimat zurück. Hier wirkte er für etwa fünf Monate, vom 30. Juni bis 23. November 1446, als petit vicaire an der Kathedrale von Cambrai.
Von 1449 bis 1450 wirkte Fedé an der Saint-Chapelle in Paris; hier schloss er sich dem engeren Kreis franko-flämischer Musiker um Johannes Ockeghem und Antoine Busnoys an. Danach ist er in verschiedenen geistlichen und weltlichen Institutionen in und um Paris nachweisbar, und zwar von August 1451 bis Februar 1453 in der Privatkapelle von Charles d’Orléans (lückenhaft überliefert), in den Jahren 1461, 1462 und 1464 als Notar und Sekretär am Pariser Königshof, ab 1462/63 als Sänger in der Kapelle von Maria von Anjou, der Ehefrau von König Karl VII., dann 1472 bis 1473 an der Saint-Chapelle in Bourges. Von 1473 bis 1474 stand Johannes Fedé erneut im direkten Dienst von König Ludwig XI. in der königlichen Hofkapelle. Er bekam als Sohier le clerc am 12. Januar 1472 ein Kanonikat an der Saint-Chapelle in Paris; der Beleg dafür sind die bis zum Jahr 1477 erfolgten Zahlungen. Danach verliert sich seine Spur.
Nachdem sein Name in vielen Varianten existiert und auch etliche Verwandte mit demselben Familiennamen zu Fedés Zeit in Cambrai lebten, ist der Lebenslauf des Komponisten aus Sicht der heutigen Zeit deutlich unsicher. Beispielsweise gibt es einen Contratenorista Fede, der im Jahr 1466 an der Capella Giulia von St. Peter in Rom wirkte, und es ist unklar, ob es sich hier um Johannes Fedé handelt, weil solche Positionen auch von Namensvettern eingenommen worden sein könnten.

## Bedeutung
Die Bedeutung von Johannes Fedé wird in Dichtungen seiner Zeit durch namentliche Erwähnungen belegt. Bei den Dichtern Arnoul Gréban (in Complainte de la mort de Jacques Milet, 1466) und Guillaume Crétin (in Deploration sur la trepas de Jean Ockeghem, 1497), auch bei Eloy d’Amerval (in Livre de la deablerie, gedruckt 1508) ist Fedé gemeinsam mit Ockeghem, Dufay, Binchois, Busnoys und Pierre Barbingant erwähnt.
Weil von Fedés Werken nur zwei kleinere geistliche Stücke und drei unvollständig erhaltetene Chansons mit seiner gesicherten Autorschaft überliefert sind, ist seine Würdigung als Komponist deutlich erschwert. Seine Kompositionen liegen in verschiedenen Handschriften vor, beispielsweise im sogenannten Chorbuch Modena B, das in den 1440er Jahren in Ferrara entstand. Die beiden Vesperantiphonen stellen eine Paraphrase der jeweils obersten Stimme der Choralmelodie dar, und weil sie sich auf den Heiligen Dominik beziehen, der in Ferrara besonders verehrt wurde, wird angenommen, dass sie dort während Fedés Aufenthalt 1445/1446 entstanden sind.
Die Art der Überlieferung der drei weltlichen Stücke des Komponisten gibt den musikhistorischen Forschern einige Rätsel auf. Hier ist die nach neueren Forschungen in Frankreich zusammengestellte Chanson-Handschrift wahrscheinlich in den 1460er Jahren in Bourges geschrieben worden und entsprechen dem zentralfranzösischen Stil jener Jahre. Auf diesen Manuskripten sind von den Stücken A la longue und Tout a sa dame größere Teile durch Auskratzen nachträglich entfernt worden, und von dem Virelai Mon cuer et moy avons cencé ist nur der erste Teil des Diskants erhalten, weil die anderen Blätter verloren gegangen sind. Das Rondeau L’homme banny de la plaisance ist ursprünglich anonym und wurde sowohl Fedé als auch Barbingant zugeschrieben; hier spricht aber die Tatsache, dass dieses Stück sowohl bei Johannes Tinctoris als auch bei Franchinus Gaffurius als auch brieflich bei Giovanni del Lago mit Barbingant in Verbindung gebracht wurde, für die Autorschaft Barbingants.

## Werke
- Geistliche Werke
  - Magne pater sancte Dominice zu zwei Stimmen
  - O lumen ecclesie zu drei Stimmen
- Weltliche Werke
  - A la longue, Virelai zu drei Stimmen, unvollständig
  - Mon cuer et moy avons cencé, Virelai zu drei Stimmen, unvollständig
  - Tout a sa dame, Rondeau zu drei Stimmen, unvollständig
  - L’homme banny de la plaisance, Rondeau zu drei Stimmen, in neun Quellen, anonym, teilweise Fedé, teilweise Barbingant zugeschrieben.

## Ausgaben
- Masakata Kanazawa: Polyphonic Music for Vespers in the Fifteenth Century. 2 Bände. Cambridge MA 1966, Band 2, Nr. 65 u. 66 (Cambridge MA, Harvard University, Dissertation, 1966; University Microfilms International Nr. 7506981, Ann Arbor / Michigan).
- Bernhardus Meier (Hrsg.): Jacobi Barbireau opera omnia (= Corpus Mensurabilis Musicae. Nr. 7, Teil II). American Institute of Musicology, Amsterdam 1957, Nr. 13.